# پیکو دل آگوئلا (لا الکاریا)
پیکو دل آگوئلا (به اسپانیایی: Pico del Águila) یک کوه در اسپانیا است که در استان گوادالاخارا واقع شده‌است. پیکو دل آگوئلا ۹۷۰ متر بالاتر از سطح دریا واقع شده‌است.